# Sven Erik Ragnar
Sven Erik Ragnar, född 1937 i Alingsås, död 2007, var en svensk företagsledare och scoutledare.
Sven Erik Ragnar anställdes 1963 på Skandinaviska Banken i Stockholm. År 1986 blev han utnämnd till vd för Götabanken och därefter vd för Reinholds AB.
I början av 1970-talet blev han tillsammans med kungen en av grundarna av World Scout Foundation. År 2001 utnämndes han av kungen till kabinettskammarherre och tjänstgjorde som sådan ända fram till sin bortgång. Ragnar tilldelades 1993 en Bronsvarg, den högsta utmärkelse som delas ut på scoutings världsnivå. År 2005 tilldelades han svensk scoutings högsta utmärkelse Silvervargen.